# Venturia mongolica
Venturia mongolica là một loài tò vò trong họ Ichneumonidae.